# Санденс Кід
Гаррі Алонзо Лонгбоу (англ. Harry Alonzo Longabaugh) (1867 — 6 листопада 1908?), також відомий як Санденс Кід — відомий американський бандит часів Дикого Заходу. Член «Дикої банди» Буча Кессіді.

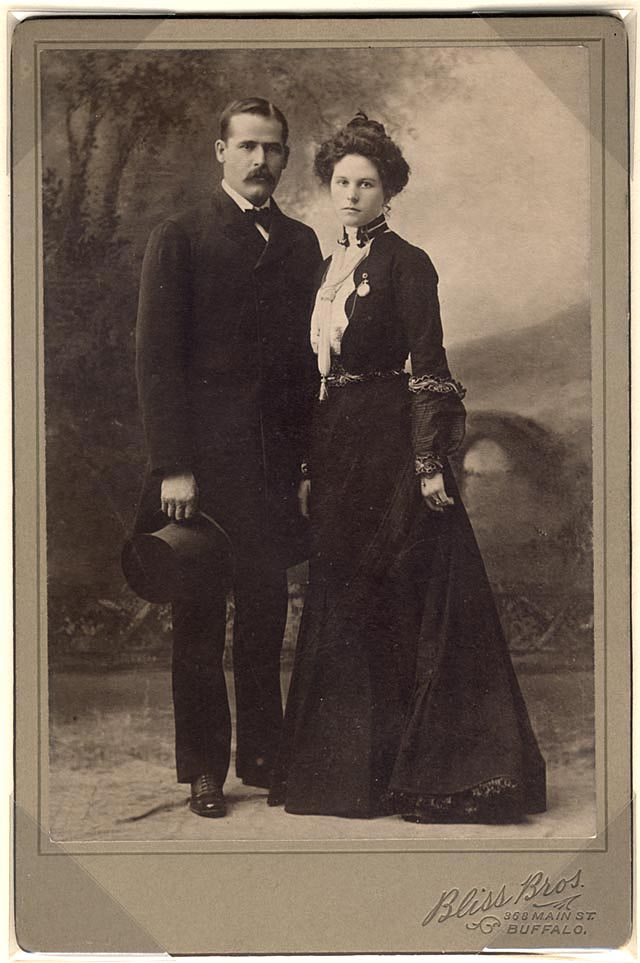
Harry Longabaugh (the Sundance Kid) і Etta Place, перед від'їздом до Південної Америки

«Дика банда» відрізнялася тим, що під час пограбувань її члени намагались уникати насильства, покладаючись на переговори й залякування. Цей імідж, в дещо перебільшеній формі, також знайшов своє відображення в кінострічках Голлівуду. Насправді члени «Дикої банди» під час пограбувань все ж вбили кілька людей, а по всій країні були розвішені плакати з написом «Розшукуються живими або мертвими», а також була оголошена нагорода в $30000 за інформацію, яка може привести до їх затримання або смерті.
Обставини смерті Лонгбоу лишаються невідомими й донині. 3 листопада 1908 року кур'єр з компанії «Aramayo Franke y Cia Silver Mine» неподалік від міста Сан Вінсент у південній Болівії був пограбований двома американськими бандитами. Після чого злочинці сховалися в невеликому готелі в Сан Вінсенте. Будівля була оточена місцевими поліцейськими й двома солдатами. У перестрілці, що зав'язалася, бандити, швидше за все, були вбиті, проте досі невідомо, чи був серед них Лонгбоу.